# Hunting Aircraft
Hunting Aircraft était un constructeur aéronautique britannique produisant des avions d'entraînement légers. L'entreprise ébaucha également les plans de ce qui deviendra le BAC 1-11, avion de ligne biréacteur britannique qui connut le succès à partir du milieu des années 1960. Fondée en 1933 sous le nom de Percival Aircraft Co., l'entreprise se déplaça ensuite à Luton, Bedfordshire. En 1960, elle fusionna avec d'autres entreprises aéronautiques britanniques pour constituer la British Aircraft Corporation (BAC).

## Avions

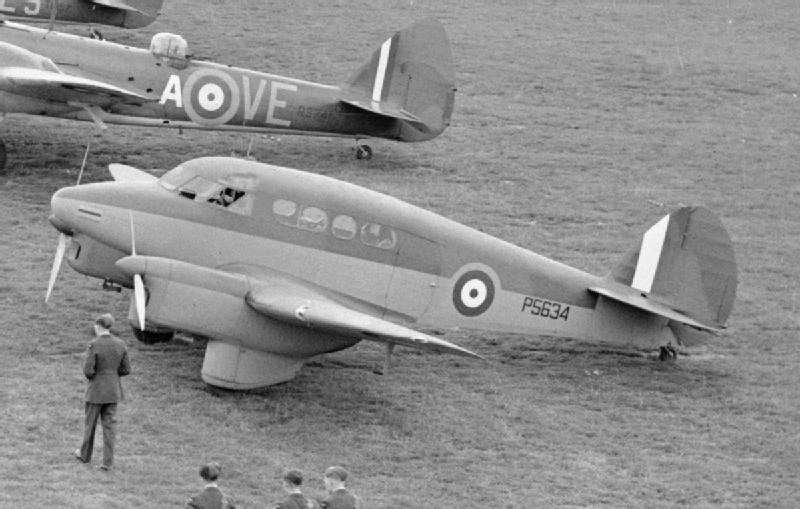
Percival Petrel de la Royal Air Force durant la Seconde Guerre mondiale.

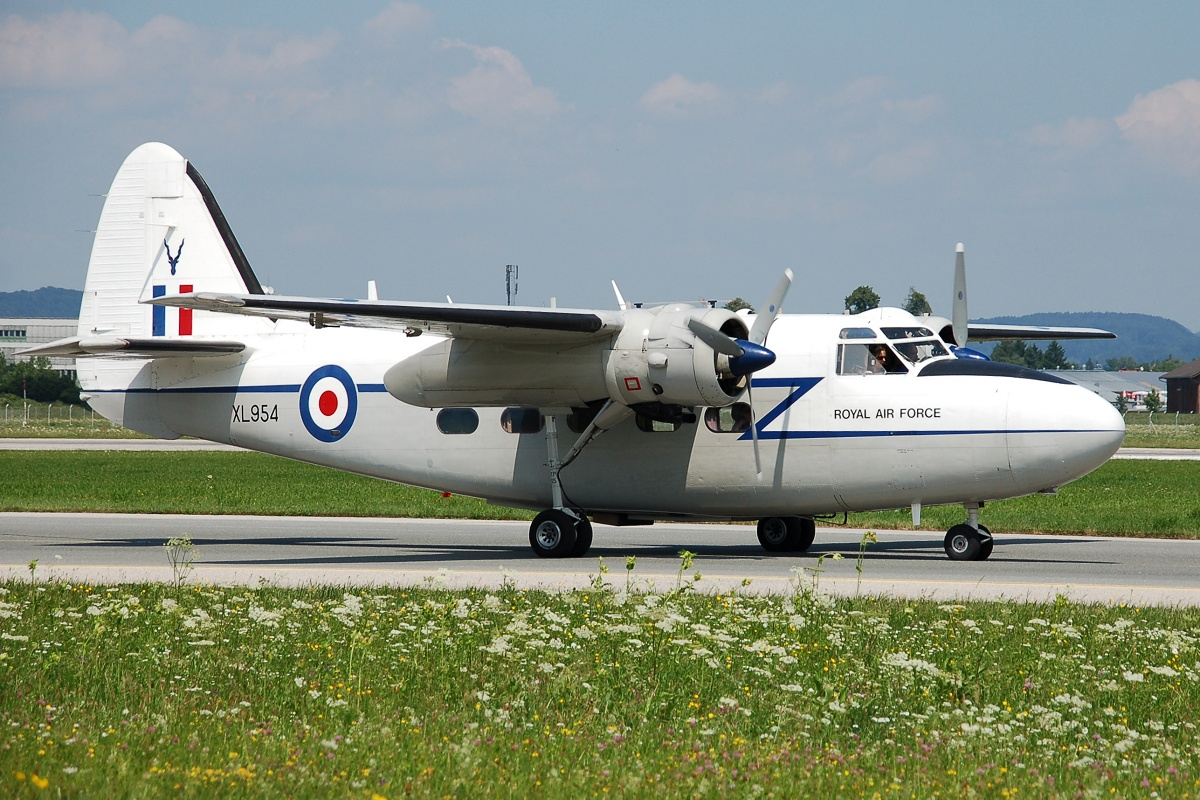
Percival Pembroke de la Royal Air Force conservé en état de marche.

### Percival Aircraft Co.
- Percival Gull IV
- Percival Gull VI
- Percival Vega Gull
- Percival Mew Gull
- Percival Q.6
- Percival Petrel
- Percival P.28 Proctor
- Percival P.40 Prentice
- Percival P.48 Merganser
- Percival P.50 Prince
- Percival P.54 Survey Prince
- Percival P.56 Provost
- Percival P.66 Pembroke
- Percival P.66 President
- Percival P.74, hélicoptère expérimental de huit places à moteur à turbine à gaz

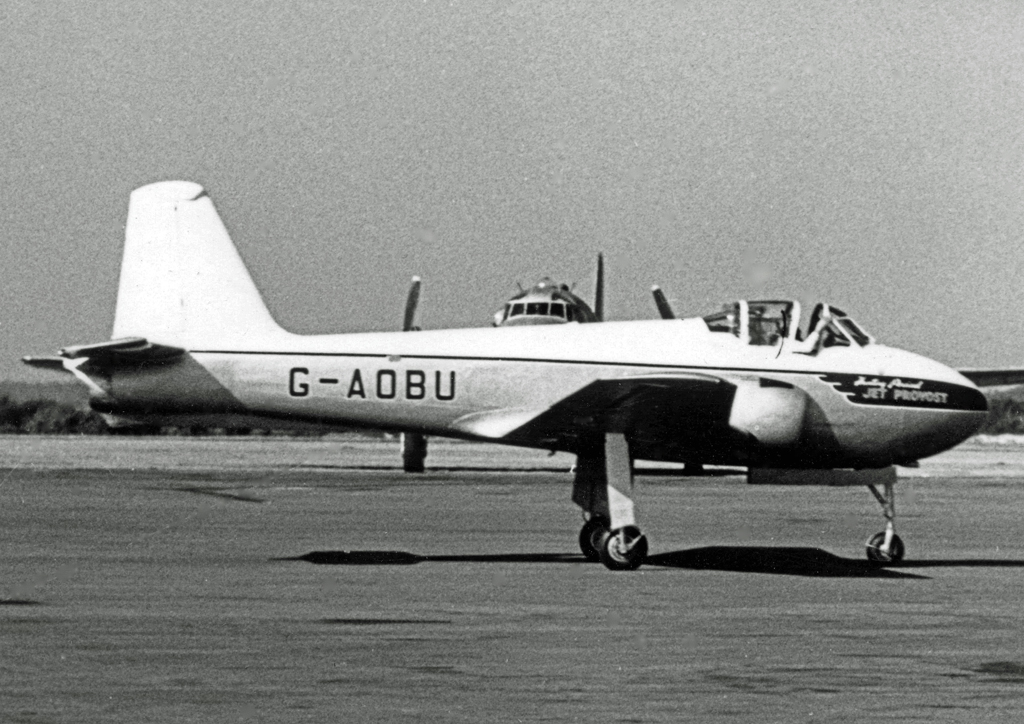
Hunting Jet Provost

### Hunting Aircraft
- Hunting H 126, avion à décollage et atterrissage court (ADAC) expérimental
- Hunting Percival P.84 Jet Provost
- BAC 1-11, projet démarré chez Hunting Aircraft et réalisé au sein de la nouvelle British Aircraft Corporation